# Iwan Afonin
Iwan Michajłowicz Afonin (ros. Иван Михайлович Афонин, ur. 7 kwietnia?/20 kwietnia 1904 we wsi Kreszniewo w guberni twerskiej, zm. 16 stycznia 1979 w Moskwie) – radziecki generał porucznik, Bohater Związku Radzieckiego (1945).

## Życiorys
Był przewodniczącym rady wiejskiej i członkiem gminnego komitetu wykonawczego, od listopada 1926 służył w Armii Czerwonej, w 1929 ukończył szkołę kawalerii w Leningradzie i został dowódcą plutonu kawalerii pułku kawalerii w Ukraińskim Okręgu Wojskowym, od 1928 należał do WKP(b). W 1932 skończył kursy kadry dowódczej w Moskwie i został szefem wydziału sztabu 9 Dywizji Kawalerii w Ukraińskim Okręgu Wojskowym, później zastępcą dowódcy szwadronu, w 1936 ukończył Akademię Wojskową im. Frunzego i został szefem wydziału operacyjnego Specjalnego Korpusu Wojsk Radzieckich w Mongolii. Brał udział w bitwie nad Chałchin-Goł w 1939, od grudnia 1939 do września 1940 był pomocnikiem szefa specjalnej grupy przy dowódcy wojsk Odeskiego Okręgu Wojskowego, od września 1940 do lutego 1941 zastępcą inspektora piechoty tego okręgu, a w lutym-marcu 1941 starszym adiutantem szefa Sztabu Generalnego Armii Czerwonej Gieorgija Żukowa. Następnie dowodził 469 pułkiem piechoty 150 Dywizji Piechoty Odeskiego Okręgu Wojskowego.
Po napaści Niemiec na ZSRR, od czerwca 1941,  brał udział w walkach nad Prutem i wkrótce nad Dniestrem (m.in. w rejonie Dubosar), 9 września 1941 objął dowództwo 333 Dywizji Piechoty Północnokaukaskiego Okręgu Wojskowego. Od stycznia 1942 uczestniczył z dywizją w walkach na Froncie Południowym, w kwietniu 1942 został szefem sztabu 5 Korpusu Kawalerii na Froncie Południowym i Południowo-Zachodnim, brał udział w walkach w Donbasie, 22 czerwca 1942 został ciężko ranny. W sierpniu 1942 objął dowództwo 300 Dywizji Piechoty Południowouralskiego Okręgu Wojskowego, w październiku 1942 został wraz z nią skierowany na Front Stalingradzki, walczył w bitwie pod Stalingradem, od kwietnia 1943 dowodził 18 Gwardyjskim Korpusem Piechoty 13 Armii Frontu Centralnego/1 Frontu Ukraińskiego.
Brał udział w bitwie pod Kurskiem, forsowaniu Dniepru, walkach w rejonie na północ od Kijowa, walkach na Ukrainie Prawobrzeżnej i walkach w Karpatach, m.in. w operacji żytomiersko-berdyczowskiej, rówieńsko-łuckiej, proskurowsko-czerniowieckiej, lwowsko-sandomierskiej, wschodniokarpackiej, karpacko-użhorodzkiej i budapesztańskiej. Dowodzony przez niego korpus wyróżnił się w walkach o Budapeszt w styczniu 1945. 24 stycznia 1945 I. Afonin został ciężko ranny, 24 marca 1945 wrócił na front i ponownie objął dowództwo korpusu (w składzie 46 Armii 2 Frontu Ukraińskiego), brał udział w operacji bratysławsko-brnowskiej i praskiej, przeprawił się przez Dunaj i Morawę, zajął Brno i wziął udział w zajmowaniu Pragi. Od 31 marca 1943 miał stopień generała majora, a od 29 maja 1945 generała porucznika.
Od lipca 1945 służył na Dalekim Wschodzie, gdzie na czele 18 Gwardyjskiego Korpusu Piechoty Frontu Zabajkalskiego wziął udział w walkach z Japończykami.
Po wojnie nadal dowodził korpusem, w 1948 ukończył Wyższą Akademię Wojskową im. Woroszyłowa i został szefem Zarządu Operacyjnego - zastępcą szefa sztabu Białoruskiego Okręgu Wojskowego, a od maja 1949 do września 1951 był zastępcą dowódcy wojsk 1 Samodzielnej Armii Dalekowschodniego Okręgu Wojskowego. Od września 1951 do czerwca 1954 dowodził 123 Korpusem Piechoty Nadwołżańskiego Okręgu Wojskowego, od czerwca 1954 do listopada 1956 był I zastępcą dowódcy Zachodniosyberyjskiego Okręgu Wojskowego, od listopada 1956 do maja 1960 dowódcą 14 Armii Odeskiego Okręgu Wojskowego.
Od maja 1960 do czerwca 1968 był starszym wykładowcą i zastępcą kierownika katedry taktyki Akademii Sztabu Generalnego Sił Zbrojnych ZSRR, następnie zakończył służbę wojskową. W latach 1959–1963 był deputowanym do Rady Najwyższej Mołdawskiej SRR 5 kadencji. Był honorowym obywatelem Użhorodu.
Został pochowany na Cmentarzu Kuncewskim.

## Odznaczenia
- Złota Gwiazda Bohatera Związku Radzieckiego (28 kwietnia 1945)
- Order Lenina (dwukrotnie - 1944 i 1945)
- Order Czerwonego Sztandaru (czterokrotnie - 29 września 1939, 27 sierpnia 1943, 8 września 1945 i 5 listopada 1946)
- Order Suworowa II klasy (dwukrotnie - 31 marca 1943 i 17 października 1943)
- Order Bohdana Chmielnickiego II klasy (10 stycznia 1944)
- Order Czerwonej Gwiazdy
- Order Czerwonego Sztandaru (Mongolia)

Oraz medale ZSRR i zagraniczne.